# Cestrum grandifolium
Cestrum grandifolium är en potatisväxtart som beskrevs av Francey. Cestrum grandifolium ingår i släktet Cestrum och familjen potatisväxter. Inga underarter finns listade i Catalogue of Life.